# Річниця
Річни́ця (з пол. rocznica) або рокови́ни — календарна дата, коли закінчується рік і більше від початку якої-небудь події. Відзначається в день, що збігається з днем (число та місяць), коли ця подія відбулася.
Залежно від важливості події роковини стають приводом до згадування і порівняння, а якщо подія є радісна — для урочистих свят, ювілеїв.
Деякі роковини мають власні назви, як-от: уроди́ни, іменини.